# Могильний В'ячеслав Вікторович
В'ячеслав Вікторович Могильний (нар. 8 травня 1971, Дніпропетровськ, УРСР) — радянський та російський футболіст, воротар, український тренер.

## Кар'єра гравця
Вихованець клубу «Дніпро» з його рідного Дніпропетровська, у 1989 році був у складі команди «Дніпро-д». З 1990 по 1991 рік виступав за «Балтику», у 75 матчах пропустив 91 м'яч. У 1992 році перейшов у сочинську «Жемчужину», за яку провів 8 матчів.
Сезон 1993 року розпочав в адлерському «Торпедо», провів 1 матч, проте потім повернувся в «Жемчужину», в складі якої потім виступав до 1995 року, зіграв за цей час у Вищій лізі Росії 7 поєдиків, в яких пропустив 13 м'ячів.
Сезон 1996 року провів у «Кубані», в 17 матчах пропустив 24 м'ячі. Потім виступав за «Самотлор-XXI», де в сезоні 1997 року провів 29 матчів, в яких пропустив 21 м'яч, а в сезоні 1999 року 20 поєдинків, в яких пропустив 35 м'ячів. У тому ж 1999 році розпочав працювати в нижньовартовську клубу як тренера.
З 2000 по 2001 рік знову перебуваючи у складі «Балтики», однак на поле не виходив. Не граючи на професіональному рівні, виступав в цей період за аматорські команди:
- «Балтик+Юність»;
- «Іскра» (Балтійськ);
- «Ветеран» (Калінінград).

## Кар'єра тренера
- З 2000 по 2004 рік входив до тренерського штабу «Балтики», двічі (у 2003 та 2004 роках) був виконуючим обов'язки головного тренера клубу[2].
- З 2007 року працював у тренерському штабі «Жальгіріса», який потім у 2008 році до червня очолював.
- Має ліцензію категорії Pro, отриману на міжнародних курсах тренерів у Ризі[3].